# Laboulbène
Laboulbène település Franciaországban, Tarn megyében. Lakosainak száma 167 fő (2022. január 1.). Laboulbène Castres, Montpinier és Saint-Germier községekkel határos.

## Népesség
A település népességének változása:
| Lakosok száma | 139  | 141  | 142  | 144  | 148  | 152  | 158  | 165  | 167  |
|               | 2013 | 2015 | 2016 | 2017 | 2018 | 2019 | 2020 | 2021 | 2022 |